# Pullmantur Cruises
Pullmantur Cruises è stata una compagnia crocieristica spagnola. Ha iniziato le sue attività alla fine del 1990. È stata acquistata dal gruppo Royal Caribbean Cruises (Royal Caribbean Group) nel 2006 fino al 2020 con il fallimento della compagnia

## Storia
Pullmantur ha iniziato la sua attività crocieristica nel 1990 con le navi SeaWind Crown e Rembrandt, noleggiate dalla Premier Cruises. Chiuse le trattative con l'azienda, la Pullmantur decise di acquistare, dalla stessa società, la nave Big Red Boat I, ribattezzata Oceanic (il suo nome originale). È da qui che iniziò Pullmantur iniziò ad affermarsi. Un altro acquisto importante fu quello della nave Pacific Princess, rinominata Pacific, (famosa per essere stata l'ambientazione della serie televisiva Love Boat).
A causa di alcuni problemi economici, nel 2006 la Pullmantur Cruises entrò nel gruppo della Royal Caribbean Cruises, società che gestisce anche Royal Caribbean International.
Nel luglio 2019, è stato annunciato che la nave Zenith avrebbe lasciato la flotta all'inizio del 2020 per entrare in servizio come Peace Boat.
Nell'ottobre 2019, Royal Caribbean International  ha annunciato che la Grandeur of the Seas lascerà la flotta il 21 marzo 2021 per trasferirsi a Pullmantur Cruises però mai trasferita per il fallimento della compagnia nel 2020
Per la pandemia di COVID-19, il 22 giugno 2020, i proprietari di Pullmantur hanno annunciato che, a causa del significativo impatto economico causato dalla pandemia, avevano presentato istanza di riorganizzazione di Pullmantur in base alle leggi spagnole in materia di insolvenza.  È stato anche riferito che Pullmantur aveva iniziato a smantellare parte degli interni della Sovereign e della Monarch nel porto di Napoli, per una futura vendita per demolizione.

## Flotta
La sua flotta è composta attualmente da una singola unità:
| Nave    | Immagine | Classe  | Bandiera | Stazza (t.s.l.) | Lunghezza (m) | Larghezza (m) | Ponti | Numero cabine | Passeggeri massimi | Membri equipaggio | Velocità massima (Nodi) | Anno                   | Cantiere                | Note |
| ------- | -------- | ------- | -------- | --------------- | ------------- | ------------- | ----- | ------------- | ------------------ | ----------------- | ----------------------- | ---------------------- | ----------------------- | --- |
| Horizon |          | Horizon |          | 47.427          | 208           | 29,32         | 12    | 721           | 1.828              | 620               | 22                      | 1990 (Pullmantur 2009) | Meyer Werft (Papenburg) | Trasferita dalla flotta Celebrity Cruises. Attualmente in disarmo al Pireo in attesa di vendita per demolizione |

### Flotta del passato
| Nave                     | Immagine | Stazza (t.s.l.) | Varo | In servizio per Pullmantur                       | Cantiere                                    | Capienza massima passeggeri | Note |
| ------------------------ | -------- | --------------- | ---- | ------------------------------------------------ | ------------------------------------------- | --------------------------- | --- |
| SeaWind Crown            |          | 23 306          | 1961 | 1999-2000                                        |                                             | 734                         | Demolita in Cina nel 2004                                                                                             |
| R Five                   |          | 30 277          | 2000 | 2002-2004                                        | Chantiers de l'Atlantique, Saint-Nazaire    | 702                         | Ceduta a Oceania Cruises e ribattezzata Nautica                                                                       |
| Blue Star/Blue Dream     |          | 30 277          | 2000 | 2003–2005 (Blue Star) 2005–2007 (Blue Dream)     | Chantiers de l'Atlantique, Saint-Nazaire    | 702                         | Ceduta ad Azamara Cruises e ribattezzata Azamara Journey                                                              |
| Blue Moon                |          | 30 277          | 2000 | 2006-2007                                        | Chantiers de l'Atlantique, Saint-Nazaire    | 702                         | Ceduta a Azamara Cruises e ribattezzata Azamara Quest                                                                 |
| Oceanic II               |          | 27 670          | 1966 | 2007                                             | John Brown & Company, Clydebank             | 782                         | Demolita nel 2015 ad Alang, India                                                                                     |
| Holiday Dream            |          | 37 301          | 1981 | 2004-2008                                        | Bremer Vulkan, Brema                        | 1158                        | Ceduta a CDF Croisières de France, ribattezzata Bleu de France, rivenduta a Saga Cruises e ribattezzata Saga Sapphire |
| Pacific                  |          | 29 636 20636    | 1972 | 2005-2008                                        | Nordseewerke, Emden                         | 626                         | Ceduta a Princess Cruises, rivenduta a Quail Cruises e demolita nel 2013 ad Aliağa, Turchia                           |
| Oceanic                  |          | 38 772          | 1965 | 2001-2009                                        | Cantieri Riuniti dell'Adriatico, Monfalcone | 1800                        | Utilizzata come Peace Boat e demolita nel 2012                                                                        |
| Ocean Dream              |          | 46 087          | 1982 | 2008-2012                                        | Aalborg Værft, Aalborg                      | 1550                        | Utilizzata come Peace Boat dal 2012 Da Fine 2021 Demolita                                                             |
| Sky Wonder/Atlantic Star |          | 46 087          | 1984 | 2006–2008 (Sky Wonder) 2009–2013 (Atlantic Star) | La Seyne-sur-Mer                            | 1550                        | Venduta al cantiere navale STX France della STX Europe, demolita nel 2013 ad Aliağa, Turchia                          |
| Empress                  |          | 48 563          | 1990 | 2008-2016                                        | Chantiers de l'Atlantique, Saint-Nazaire    | 2020                        | Trasferita alla flotta Royal Caribbean nel 2016                                                                       |
| Zenith                   |          | 47 413          | 1992 | 2007-2014 2017-2020                              | Meyer Werft, Papenburg                      | 1774                        | Entrata nella flotta Peace Boat nel 2020                                                                              |
| Monarch                  |          | 73 192          | 1991 | 2013-2020                                        | Chantiers de l'Atlantique, Saint-Nazaire    | 2852                        | demolita nel luglio del 2020 ad Aliağa, Turchia                                                                       |
| Sovereign                |          | 73 192          | 1988 | 2008-2020                                        | Chantiers de l'Atlantique, Saint-Nazaire    | 2852                        | demolita nel luglio del 2020 ad Aliağa, Turchia                                                                       |